# Politique d'islamisation de Zia-ul-Haq
Une politique d'islamisation est menée au Pakistan entre 1979 et 1988 par le président Muhammad Zia-ul-Haq. Elle est considérée comme la politique centrale du dirigeant militaire, qui a pris le pouvoir par un coup d’État en 1977 et a revendiqué sa légitimé dans l'islam.
La politique se centre surtout sur des mesures pénales inspirées de la charia, et comporte aussi des mesures fiscales et financières, ainsi que l'islamisation du secteur éducatif. Bien que les peines les plus sévères ne seront que peu appliquées, la politique transforme durablement le système pakistanais. 

## Contexte
En 1977, le gouvernement du Parti du peuple pakistanais du Premier ministre Zulfikar Ali Bhutto est renversé par le chef de l'armée pakistanaise Muhammad Zia-ul-Haq, dans le contexte des contestées élections législatives de 1977. Le général instaure un régime militaire qui durera près de onze ans. 
Afin de se créer une légitimité, il cherche à islamiser en profondeur la société pakistanaise et prend diverses mesures tout au long de sa présidence, à partir de 1979.

## Mesures pénales

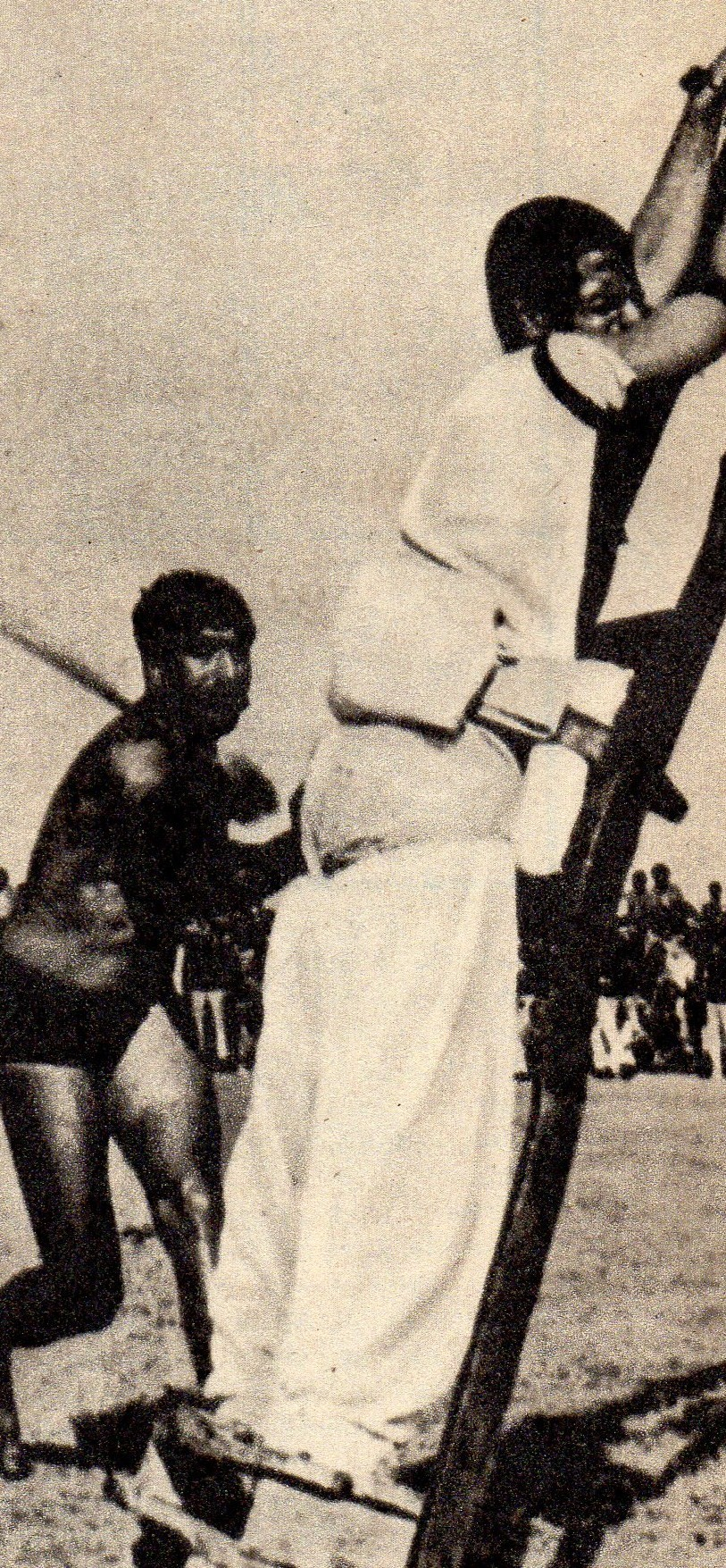
Homme condamné à la flagellation pour tentative de relations en dehors du mariage.

### Ordonnances Hudood
Les ordonnances Hudood constituent un ensemble de six textes tous promulgués le 9 février 1979, et inspirés de la charia. Ils interdisent notamment les relations ou la séduction en dehors du mariage, l'adultère qui peut conduire à la lapidation, la sodomie, etc. Le viol reste théoriquement interdit, mais une femme en étant victime doit être capable d'apporter au moins quatre témoignages d'hommes musulmans pour être disculpée de relations hors mariage ou d'adultère, ce qui est très difficile dans la pratique.  
Les ordonnances prévoient aussi des amputations en cas de vol. La production, la consommation et la vente d'alcool sont également interdites pour les musulmans. Les non-musulmans peuvent détenir de l'alcool dans des « quantités raisonnables » et pour leur strict usage personnel,.

### Loi sur le blasphème
En 1986, le régime de Zia-ul-Haq fait adopter une loi interdisant le blasphème qui introduit une nouvelle section au code pénal. La loi prévoit jusqu'à la peine de mort pour toute « toute remarque dérogatoire » envers le prophète Mahomet, une peine d’emprisonnement à vie pour toute désacralisation du Coran, ou dix ans de prison pour avoir heurté les sentiments religieux d'une personne.

## Conséquences
Les lois mises en place lors de cette politique d'islamisation sont pour la plupart restées en vigueur, et ont fortement influencé le Pakistan, y compris sa politique et la pratique de la religion musulmane, qui s'est durcie. L'affaire Asia Bibi est l'une des illustrations les plus visibles de cet héritage. 
Seules les dispositions les plus discriminantes à l'égard des femmes ont été revues. En novembre 2006, le Parlement adopte la « loi de protection des femmes » qui revient sur une partie des dispositions de l'ordonnance Hudood. La loi revoit la définition du viol, qui ne nécessite plus de témoignages et peut être prouvé par tout moyen. De plus, les juridictions religieuses sont dé-saisies des procès au bénéfice des juridictions civiles,. La loi maintient toutefois le délit d'adultère mais adoucit considérablement la peine, passant d'une mise à mort par lapidation à une peine de 5 ans de prison maximum ainsi qu'une amende,.